# 马尔尼
马尔尼（法語：Margny，法語發音：[maʁɲi]）是法国大東部大區阿登省的一个市镇，属于色当区。

## 地理
马尔尼（49°36'54"N, 5°21'6"E）面积6.68 平方千米，位于法国大東部大區阿登省，该省份为法国北部内陆省份，西接埃纳省，南至马恩省，东临默兹省，北与比利时接壤。
与马尔尼接壤的市镇（或旧市镇、城区）包括：埃尔伯瓦勒、布勒。

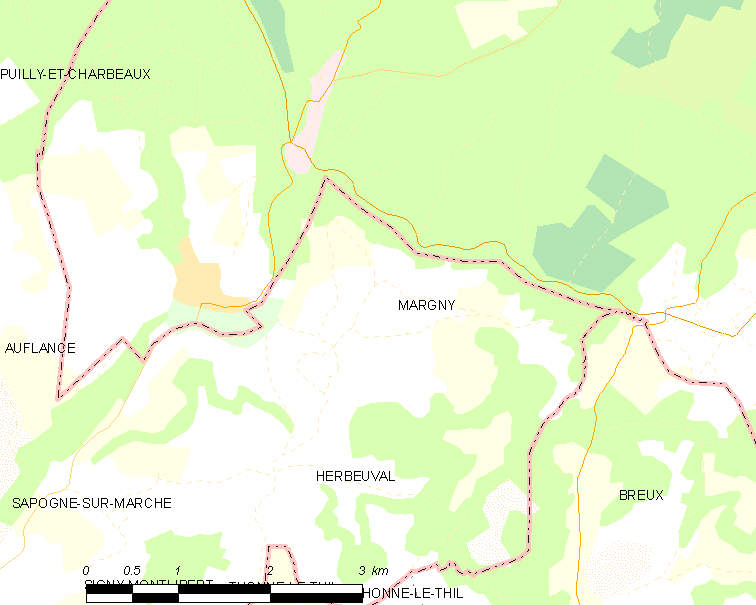
马尔尼的OSM定位图

马尔尼的时区为UTC+01:00、UTC+02:00（夏令时）。

## 行政
马尔尼的邮政编码为08370，INSEE市镇编码为08275。

## 政治
马尔尼所属的省级选区为卡里尼昂县。

## 人口

1962-2008年间马尔尼人口变化图示

马尔尼于2022年1月1日时的人口数量为210人。